# Afraciura reculta
Afraciura reculta är en tvåvingeart som först beskrevs av Munro 1947.  Afraciura reculta ingår i släktet Afraciura och familjen borrflugor. Inga underarter finns listade i Catalogue of Life.